# Neostenetroides schotteae
Neostenetroides schotteae là một loài chân đều trong họ Gnathostenetroididae. Loài này được Ortiz, Lalana & Perez miêu tả khoa học năm 1997.